# Samone (Trento)
Samone és un municipi italià, dins de la província de Trento. L'any 2007 tenia 532 habitants. Limita amb els municipis de Spera i Strigno.

## Administració
| Període | Identitat    | Partit        |
| ------- | ------------ | ------------- |
| 2005-   | Enrico Lenzi | Llista cívica |